# Joschka Fischer
Joseph Martin "Joschka" Fischer (Gerabronn, 12 de abril de 1948) foi Ministro das Relações Exteriores da Alemanha e vice chanceler no governo de Gerhard Schröder de 1998 a 2005. Ele foi uma figura importante do Partido Verde Alemão e, segundo pesquisas de opinião, ele foi o político mais popular da Alemanha durante a maior parte do seu governo. Após a eleição federal alemã de setembro de 2005, na qual o governo de Schröder foi derrotado, ele deixou seu posto em 22 de novembro de 2005.